# Botanophila fumidorsis
Botanophila fumidorsis är en tvåvingeart som först beskrevs av Ackland 1967.  Botanophila fumidorsis ingår i släktet Botanophila och familjen blomsterflugor. Inga underarter finns listade i Catalogue of Life.